# Награда на Британската асоциация за научна фантастика
Награда на Британската асоциация за научна фантастика (на английски: British Science Fiction Association (BSFA)) е литературен приз връчван ежегодно от 1970 г. от БАНФ, почитайки творби в жанра научна фантастика. Номинациите и победителите се избират базирайки се върху вота на членовете на БАНФ. От скоро, членове на Ийстъркон (Eastercon – научнофантастична конвенция провеждаща се по време на Великден) също имат право да участват в гласуването.

## Категории на награда на БАНФ
В началото, наградата включвала само категория за романи. Категориите за разкази и творци са добавени през 1980 г. Катогорията за творци се превръща през 1995 г. в категория за произведения на изкуството, а категория за свързано нехудожествено произведение е добавена през 2002 г. Категорията за медия е връчвана от 1979 до 1992 г. Настоящи категории:
- Награда на БАНФ за най-добър роман
- Награда на БАНФ за най-добър разказ
- Награда на БАНФ за най-добро свързано нехудожествено произведение
- Награда на БАНФ за най-добро произведение на изкуството

Предишни категории:
- Награда на БАНФ за най-добра медия

## Носители на награда на БАНФ
1969
роман: Stand on Zanzibar от Джон Брънър
1970
роман: The Jagged Orbit от Джон Брънър
1971
сборник: The Moment of Eclipse от Брайън Олдис
1972
— недостатъчно гласове
1973
роман: Среща с Рама от Артър Кларк
специална награда: Billion Year Spree от Брайън Олдис
1974
роман: Преобърнатият свят от Кристофър Прийст
1975
роман: Orbitsville от Боб Шоу
1976
роман: Brontomek! от Michael G. Coney
специална награда: A Pictorial History of Science Fiction от David Kyle
1977
роман: The Jonah Kit от Ian Watson
1978
роман: Камера помътняла от Филип К. Дик
сборник: Deathbird Stories от Харлан Елисън
медия: Пътеводител на галактическия стопаджия (радио сериал) – Дъглас Адамс
1979
роман: The Unlimited Dream Company от Джеймс Балард
разказ: „Palely Loitering“ от Кристофър Прийст
медия: Пътеводител на галактическия стопаджия (запис)
творец: Jim Burns
1980
роман: Пейзажите на времето от Грегъри Бенфорд
разказ: „Храбрият малък тостер“ от Томас Диш
медия: Пътеводител на галактическия стопаджия (втори радио сериал) – Дъглас Адамс
творец: Peter Jones
1981
роман: The Shadow of the Torturer от Джийн Улф
разказ: „Mythago Wood“ от Робърт Холдсток
медия: Бандити във времето
творец: Bruce Pennington
1982
роман: Хеликония: Пролет от Брайън Олдис
разказ: „Kitemaster“ от Keith Roberts
медия: Блейд Рънър
творец: Tim White
1983
роман: Tik-Tok от John Sladek
разказ: „After-Images“ от Malcolm Edwards
медия: Android
творец: Bruce Pennington
1984
роман: Mythago Wood от Робърт Холдсток
разказ: „The Unconquered Country“ от Geoff Ryman
медия: В компания на вълци
творец: Jim Burns
1985
роман: Хеликония: Зима от Брайън Олдис
разказ: „Cube Root“ от David Langford
медия: Бразилия
творец: Jim Burns
1986
роман: Land and Overland|The Ragged Astronauts от Боб Шоу
разказ: „Kaeti and the Hangman“ от Keith Roberts
медия: Пришълците
творец: Keith Roberts
1987
роман: Grainne от Keith Roberts
разказ: „Love Sickness“ от Geoff Ryman
медия: Star Cops
творец: Jim Burns
1988
роман: Lavondyss от Робърт Холдсток
разказ: „Dark Night in Toyland“ от Боб Шоу
медия: Кой натопи Заека Роджър
творец: Alan Lee
1989
роман: Пирамиди от Тери Пратчет
разказ: „In Translation“ от Лайза Татъл
медия: Red Dwarf
творец: Jim Burns
1990
роман: Всичко от начало от Колин Грийнланд
разказ: „The Original Doctor Shade“ от Kim Newman
медия: Туин Пийкс
творец: Ian Miller
1991
роман: Падането на Хиперион от Дан Симънс
разказ: „Bad Timing“ от Molly Brown
медия: Терминатор 2: Денят на страшния съд
произведение на изкуството: Mark Harrison
1992
роман: Червеният Марс от Ким Робинсън
разказ: „Innocent“ от Иън Макдоналд
произведение на изкуството: Jim Burns
1993
роман: Aztec Century от Кристофър Еванс
разказ: „The Ragthorn“ от Робърт Холдсток и Garry Kilworth
произведение на изкуството: Jim Burns
специална награда: The Encyclopedia of Science Fiction – John Clute и Peter Nicholls
1994
роман: Feersum Endjinn от Иън Банкс
разказ: „The Double Felix“ от Paul di Filippo
произведение на изкуството: Jim Burns
1995
роман: The Time Ships от Стивън Бакстър
разказ: „The Hunger and Ecstasy of Vampires“ от Brian Stableford
произведение на изкуството: Jim Burns (корица Seasons of Plenty)
1996
роман: Excession от Иън Банкс
разказ: „A Crab Must Try“ от Barrington J. Bayley
произведение на изкуството: Jim Burns (корица Ancient Shores)
1997
роман: The Sparrow от Mary Doria Russell
разказ: „War Birds“ от Стивън Бакстър
произведение на изкуството: SMS ('The Black Blood of the Dead' корица Interzone 116)
1998
роман: The Extremes, от Кристофър Прийст
разказ: „La Cenerentola“ от Gwyneth Jones
произведение на изкуството: Jim Burns, 'Lord Prestimion' (корица Interzone 138)
1999
роман: The Sky Road от Ken MacLeod
разказ: „Hunting the Slarque“ от Eric Brown
произведение на изкуството: Jim Burns, Дарвиния (корица Дарвиния, Робърт Чарлс Уилсън)
2000
роман: Ash: A Secret History от Mary Gentle
разказ: „The Suspect Genome“ от Питър Хамилтън
произведение на изкуството: Hideaway – Dominic Harman (корица Interzone 157)
2001
роман: Казъм Сити от Алистър Рейнолдс
разказ: „Children of Winter“ от Eric Brown
произведение на изкуството: корица на Omegatropic от Colin Odell
свързано нехудожествено произведение: Omegatropic от Стивън Бакстър
2002
роман: The Separation от Кристофър Прийст
разказ: Коралайн от Нийл Геймън
произведение на изкуството: корица Interzone 179 от Dominic Harman
свързано нехудожествено произведение: Въведение към Maps: The Uncollected John Sladek от David Langford
2003
роман: Felaheen от Jon Courtenay Grimwood
разказ: The Wolves in the Walls от Нийл Геймън & Dave McKean
произведение на изкуството: корица The True Knowledge of Ken MacLeod от Colin Odell
свързано нехудожествено произведение: Reading Science Fiction от Farah Mendlesohn
2004
роман: River of Gods от Иън Макдоналд
разказ: Mayflower II от Стивън Бакстър
произведение на изкуството: корица Newton's Wake от Stephan Martinière
2005
роман: Air от Geoff Ryman
разказ: Magic for Beginners от Kelly Link
произведение на изкуството: корица Interzone 200 от Pawel Lewandowski
свързано нехудожествено произведение: Soundings: Reviews 1992 – 1996 от Gary K. Wolfe
2006
роман: End of the World Blues от Jon Courtenay Grimwood
разказ: The Djinn's Wife от Иън Макдоналд
произведение на изкуството: корица Time Pieces Angelbot от Christopher „Fangorn“ Baker
2007
роман: Brasyl от Иън Макдоналд
разказ: Lighting Out от Кен Маклеод
произведение на изкуството: Cracked World, корица на disLocations, от Andy Bigwood
2008
роман: The Night Sessions от Кен Маклеод
разказ: Exhalation от Ted Chiang
произведение на изкуството: корица на Subterfuge от Andy Bigwood
свързано нехудожествено произведение: Rhetorics of Fantasy от Farah Mendlesohn
2009
роман: Градът и Градът от Чайна Миевил
разказ: The Beloved Time of Their Lives от Ian Watson и Roberto Quaglia
произведение на изкуството: корица на Desolation Road от Stephan Martinière
свързано нехудожествено произведение: Mutant Popcorn от Nick Lowe
2010
роман: The Dervish House от Иън Макдоналд
разказ: The Ship Maker от Aliette de Bodard
произведение на изкуството: корица на Zoo City, от Joey Hi-Fi
свързано нехудожествено произведение: Blogging the Hugos: Decline от Paul Kincaid
2011
роман: Островитяни от Кристофър Прийст
разказ: The Copenhagen Interpretation от Paul Cornell
произведение на изкуството: корица на The Noise Revealed, от Dominic Harman
свързано нехудожествено произведение: The Encyclopedia of Science Fiction (3-то издание) от John Clute, Peter Nicholls, David Langford и Graham Sleight
2012
роман: Jack Glass от Адам Робъртс
разказ: Adrift on the Sea of Rains от Ian Sales
произведение на изкуството: корица на Jack Glass от Blacksheep
свързано нехудожествено произведение: The World SF Blog, главен редактор Lavie Tidhar
2013
роман: Ancillary Justice от Ан Леки и Ack-Ack Macaque от Гарет Л. Пауъл
разказ: Spin от Нина Алън
произведение на изкуството: корица на Dream London от Joey Hi-Fi
свързано нехудожествено произведение: Wonderbook от Доеф Вандермер
2014
роман: Ancillary Sword от Ан Леки
разказ: The Honey Trap от Рут Едж Бут, Ла Фемме
произведение на изкуството: The Wasp Factory след Иън Банкс от Теса Фармър
свързано нехудожествено произведение: Science Fiction и Fantasy Writers и the First World War от Едуард Джеймс (историк)
2015
роман: House of Shattered Wings от Алиет де Бодар
разказ: Three Cups of Grief, от Starlight от Алиет де Бодар
произведение на изкуството: корица на Ian Whates|Pelquin's Comet от Джим Бърнс
свързано нехудожествено произведение: Rave и Let Die: the SF и Fantasy of 2014 от Адам Робъртс
2016
роман: Europe in Winter от Дейв Хътчинсън
разказ: Liberty Bird от Джейн Фен
произведение на изкуството: корица на Central Station от Сара Ан Лангтън
свързано нехудожествено произведение: 100 African Writers of SFF от Джеф Риман
2017
роман: The Rift от Нина Алън
разказ: The Enclave от Ан Шарнок
произведение на изкуството: Корица на The Ion Raider от Джим Бърнс и Waiting on a Bright Moon от Викто Нгай
свързано нехудожествено произведение: Paul Kincaid – Iain M. Banks (University of Illinois Press) от Пол Кинкейд